# Denis Briçonnet
Pour les articles homonymes, voir Briçonnet.
Pour les autres membres de la famille, voir famille Briçonnet.
Denis Briçonnet, né en 1473 à Tours, et mort le 18 décembre 1535 au château de Montchenin à Saint-Branchs, est un prélat qui œuvre pour la Réforme de l'Église.

## Biographie
Il est chanoine de Paris, lorsqu'il est nommé à l'évêché de Toulon, au consistoire le 20 décembre 1497, et sacré évêque de la ville en 1506, il ne fait son entrée solennelle que vers 1512.
En 1512, il est le 1er abbé commendataire de Saint-Martin d'Épernay. Puis succède à son père Guillaume Briçonnet à l'évêché de Saint-Malo.
Il séjourne souvent en Italie, il est présent au concile de Pise en 1511, puis en 1512-1513, et en tant qu'ambassadeur extraordinaire de François Ier du 3 novembre 1516 à fin 1519. Il est présent avec son frère Guillaume au concordat de Bologne.
Au cours de ses séjours, il rencontre Arcangela Panigarola (1468-1525), religieuse du couvent Sainte-Marthe des augustines de Milan et disciple de Véronique de Binasco, en faveur de la réforme de l'Église, qui devient sa « mère spirituelle ». En 1518, il publie un manuel des prêtres, qui montre sa volonté de réformer son diocèse.

### Abbé deCormery
En 1520, il échange l'évêché de Lodève contre l'abbaye de Cormery avec René du Puy, et l'agrément de François Ier et du pape Léon X, auprès duquel il fut chargé d'importantes négociations, durant un séjour de trois ans à Rome.

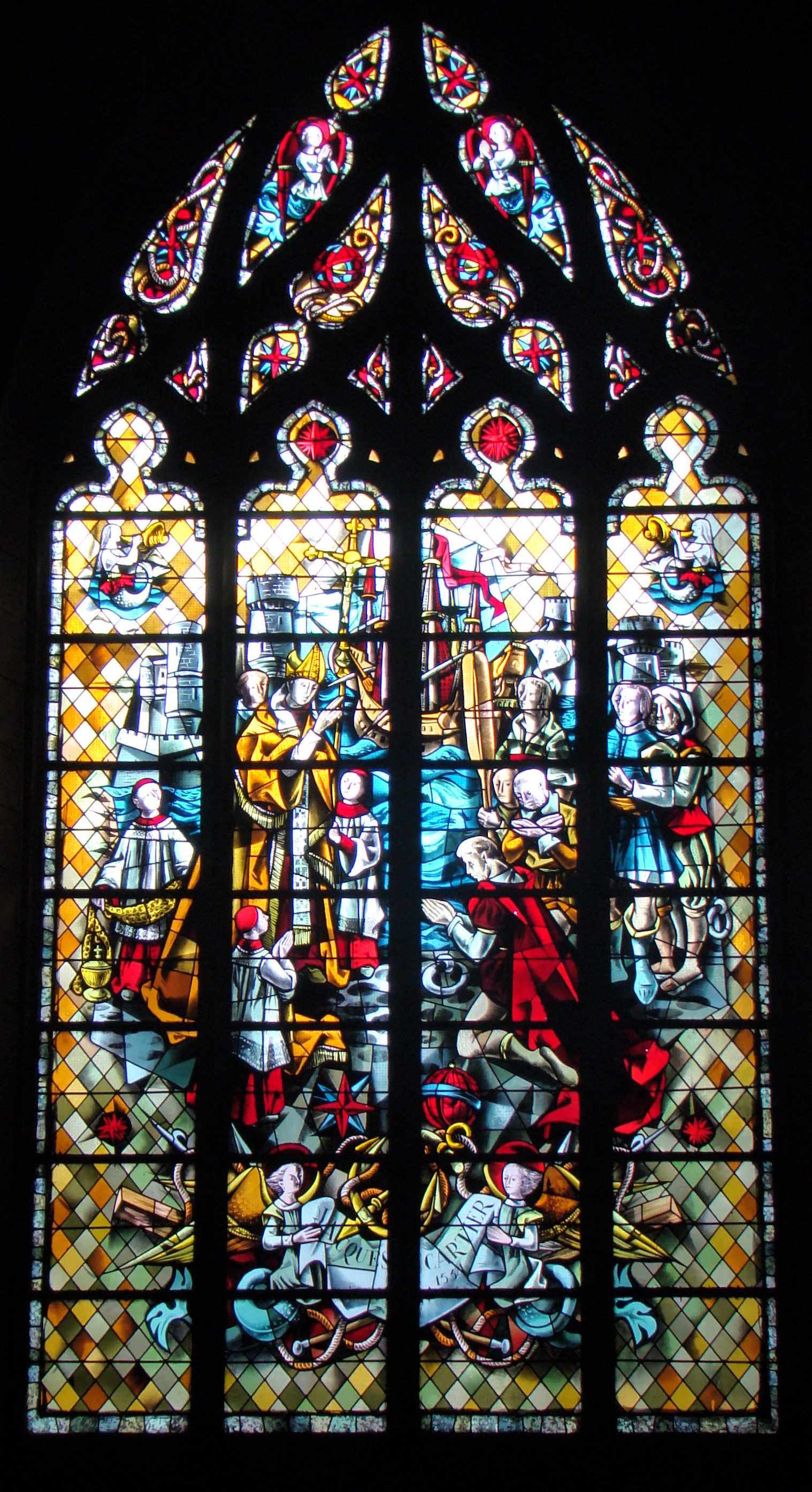
Mgr Briçonnet bénissant Jacques Cartier dans la cathédrale Saint-Vincent de Saint-Malo avant son voyage pour le Canada.
(Vitrail de Max Ingrand).

En juin, il fait ajouté un chœur neuf à la vieille église abbatiale Saint Martin d'Épernay, Laurent Le Preux, prieur d'Igny-le-Jard, est le maître d'œuvre,.
Au retour de Rome, il fait bâtir le château de Coussay, en 1520-1521, construction Renaissance d'influence italienne. Coussay devient la châtellenie dépendant du château de Loudun.
Il a une affection pour la Touraine qui l'a vu naître, et particulièrement pour les bords de l'Indre. Sa sœur Catherine, marié à Thomas Bohier, contribue fortement à la construction du château de Chenonceau, tandis qu'il rebâtit et meuble le château de Montchenin, près de Cormery, où il installe sa résidence. Il fait également de nombreux travaux aux bâtiments de l'abbaye de Cormery.
En 1523, la peste s'abat sur Cormery, probablement venue de Tours où elle sévit depuis quelque temps, lorsque l'abbé Denis est en route vers Paris pour rencontrer son frère; cinq cents habitants et douze moines de l'abbaye furent emportés.
En 1535, il nomme son neveu François Bohier, doyen de la cathédrale de Tours, à l'évêché de Saint-Malo.
Il meurt le 18 décembre 1535 au château de Montchenin, dans la vallée de l'Échandon, à Saint-Branchs près de Cormery, et est inhumé dans l'église du monastère de Cormery.

## Famille
3e fils de Guillaume Briçonnet et de Raoulette de Beaune (sœur de Jacques de Beaune). Il a trois frères et une sœur :
- Jean Briçonnet (†1559), conseiller d'État, trésorier général de Provence et Dauphiné
- Guillaume Briçonnet, évêque de Meaux
- Catherine Briçonnet, elle présida la construction du château de Chenonceau
- Nicolas Briçonnet (†1529), contrôleur et général des finances en Bretagne